# 인사이트 (언론)
인사이트는 대한민국의 인터넷 언론이다. 페이스북, 트위터, 인스타그램, 카카오스토리 등 SNS을 통해 뉴스를 제공한다. 2014년 1월 13일에 창간되었다. 미국의 뉴스 전문 블로그 허핑턴포스트를 벤치마크했다. 위치는 서울특별시 강남구 논현로99길 23, 인사이트빌딩이고 편집인·발행인은 안길수이다.